# Vilhelmina (tätort)

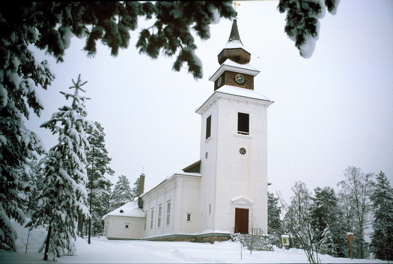
Vilhelmina kyrka

Vilhelmina (sydsamiska: Vualtjere) är en tätort och centralort i Vilhelmina kommun i Västerbottens län, landskapet Lappland. Vilhelmina är kyrkbyn i Vilhelmina socken och ligger vid Volgsjön i Ångermanälven, med den mindre Baksjön öster om samhället. 
Vilhelmina kyrka och Volgsjöskolan ligger i Vilhelmina. 

## Historia

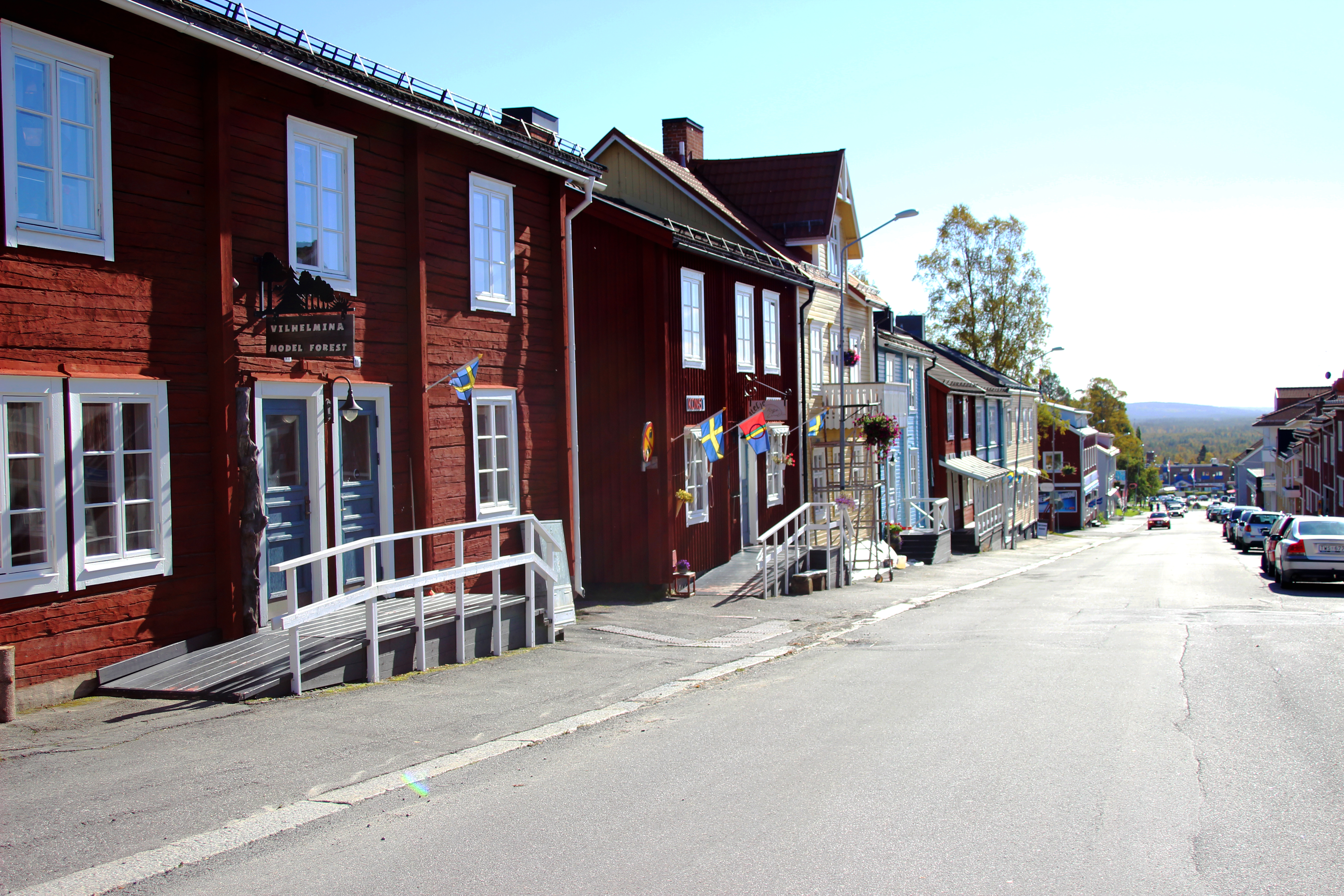
Kyrkstaden i Vilhelmina.

Orten Vilhelmina har sitt ursprung i nybygget Volgsjö som anlades på 1770-talet av Daniel Danielsson från Torvsjö i Åsele. Tillstånd till nybygget beviljades den 7 oktober 1776. Kort därefter anhöll områdets invånare om att få en kapellkyrka med fast boende predikant eftersom det var så långt till kyrkan i Åsele. Daniel Danielssons hemman ansågs vara lämpligt som prästbord för predikanten. Danielsson erbjöds att i stället ta över hälften av Torvsele nybygge i Åsele, som innehades av pastorn och skolmästaren där, vilket accepterades. Daniel Danielsson flyttade och sommaren 1782 påbörjades arbetet med att bygga kapellet i Volgsjö.
År 1804 fick Volgsjö namnet Vilhelmina efter drottning Fredrika Dorotea Vilhelmina, Gustav IV Adolfs gemål. Efter hennes förnamn fick även socknarna Fredrika och Dorotea sina namn. 
Vilhelmina kyrkby blev kyrkstad 1916 men år 1921 härjade en allvarlig brand i orten varvid mer än halva kyrkstaden försvann. Det var på morgonen den 5 september 1921 som elden började i en av stugorna söder om Storgatan. Elden fick snabbt fäste i de gamla timmerväggarna och spred sig i en rasande fart från hus till hus. Elden påskyndades också genom att man kastade ut möbler, husgeråd och andra föremål mellan husen vilka i sin tur antändes och förde elden vidare. I kampen mot detta eldhav fanns endast tre mindre brandsprutor att tillgå. Klockan fem på eftermiddagen kunde man konstatera att drygt 50 byggnader söder om Storgatan hade brunnit ner till grunden. I utredningen som gjordes kom man fram till att branden orsakades av en bristfällig skorstensmur.
De kvarvarande kyrkostugorna på den norra sidan om Storgatan började att förfalla och någonting måste göras om den kulturhistoriskt värdefulla bebyggelsen skulle kunna räddas åt eftervärlden. Därför började Vilhelmina kommun på 1960-talet att köpa in de gamla husen för att få till stånd en restaurering, vilken blev färdig 1975. Från att enbart ha fungerat som privatbostäder och affärslokaler etablerade man nu även rumsuthyrning för tillfälliga övernattningar. I dagsläget har Vilhelmina kommun påbörjat ytterligare en uppfräschning av kyrkstadsområdet.
Kyrkstaden med intilliggande kyrka och bebyggelse är av riksintresse för kulturmiljövården.

### Administrativa tillhörigheter
Vilhelmina var och är kyrkby i Vilhelmina socken och ingick efter kommunreformen 1862 i Vilhelmina landskommun, där Vilhelmina municipalsamhälle inrättades 23 mars 1917.  Vilhelmina med kringområde utbröts 1947 ur landskommunen och bildade Vilhelmina köping som 1965 införlivade Vilhelmina landskommun. 1971 uppgick köpingen i Vilhelmina kommun där Vilhelmina sedan dess är centralort.
I kyrkligt hänseende hör orten sedan 26 april 1783 till Vilhelmina församling, Åsele församling dessförinnan.
Orten ingick till 1922 i Åsele lappmarks tingslag, därefter till 1948 i Vilhelmina tingslag och sedan till 1971 i Åsele och Vilhelmina tingslag. Sedan 1971 ingår Vilhelmina i Lycksele domsaga.

### Befolkningsutveckling

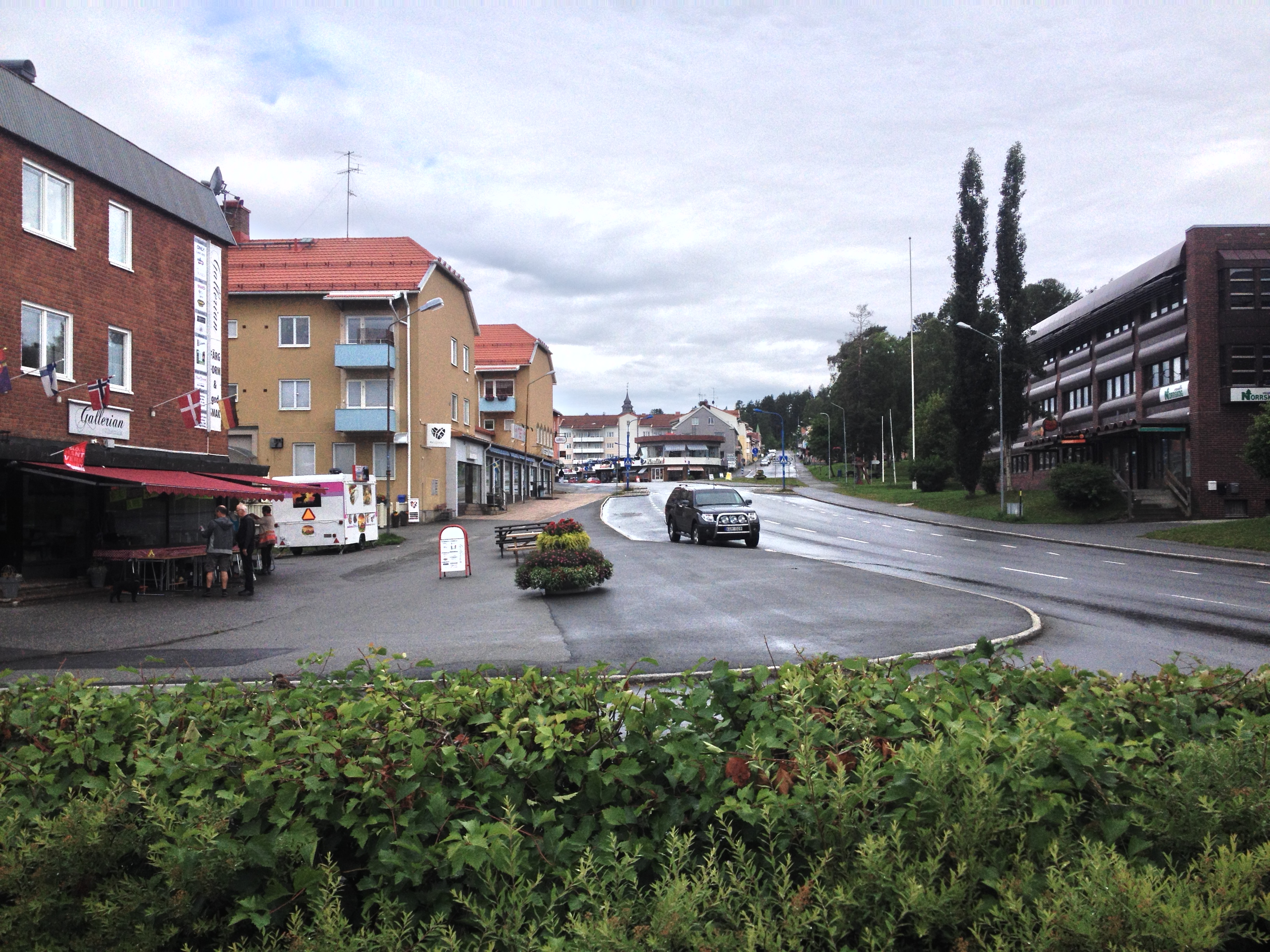
Bilden från centrala Vilhelmina - Augusti 2015. Kyrktornet syns i fonden.

| Befolkningsutvecklingen i Vilhelmina 1960–2020 | Befolkningsutvecklingen i Vilhelmina 1960–2020 | Befolkningsutvecklingen i Vilhelmina 1960–2020 | Befolkningsutvecklingen i Vilhelmina 1960–2020 | Befolkningsutvecklingen i Vilhelmina 1960–2020 |
| ---------------------------------------------- | ---------------------------------------------- | ---------------------------------------------- | ---------------------------------------------- | ---------------------------------------------- |
|                                                |                                                |                                                |                                                |                                                |
| År                                             |                                                |                                                | Folkmängd                                      | Areal (ha)                                     |
| 1960                                           | 1960                                           |                                                | 3 016                                          |                                                |
| 1965                                           | 1965                                           |                                                | 3 106                                          |                                                |
| 1970                                           | 1970                                           |                                                | 3 632                                          |                                                |
| 1975                                           | 1975                                           |                                                | 4 060                                          |                                                |
| 1980                                           | 1980                                           |                                                | 4 123                                          |                                                |
| 1990                                           | 1990                                           |                                                | 4 273                                          | 316                                            |
| 1995                                           | 1995                                           |                                                | 4 105                                          | 324                                            |
| 2000                                           | 2000                                           |                                                | 3 844                                          | 324                                            |
| 2005                                           | 2005                                           |                                                | 3 633                                          | 324                                            |
| 2010                                           | 2010                                           |                                                | 3 657                                          | 354                                            |
| 2015                                           | 2015                                           |                                                | 3 572                                          | 329                                            |
| 2020                                           | 2020                                           |                                                | 3 356                                          | 401                                            |
|                                                |                                                |                                                |                                                |                                                |

## Näringsliv

### Affärer/shopping
Livsmedel kan inhandlas på ICA Tallen och Coop Vilhelmina och kläder på Gallerian Vilhelmina och ICA Tallen. Bland övriga affärer kan nämnas Colorama, Millners el, Bolist-Svenssons bygghandel, K-bygg, Sportringen och Risfjells sameslöjd samt Mio möbler och Rönnfjords el. På orten finns också en blomaffär och ett par second hand-affärer.

### Bankväsende
Historiskt har Vilhelmina haft bankkontor tillhörande Västerbottens sparbank, Sundsvallsbanken och Handelsbanken. Sparbanken och Sundsvallsbanken har sedermera uppgått i Swedbank och Nordea. Nordea lade ner kontoret i Vilhelmina år 2012.

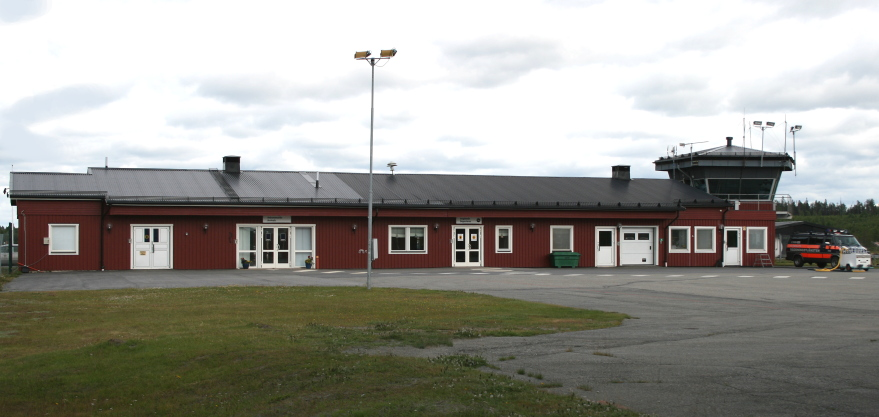
Vilhelmina flygplats.

## Kommunikationer
Europavägen E45 och Inlandsbanan går genom Vilhelmina. Bussföretag; Bäckströms Trafik AB, Vilhelmina Taxi-Lapplandsbuss AB. Kommunen har egen flygplats.

## Personer från Vilhelmina
Från Vilhelmina kommun kommer bland andra Lapp-Lisa (Anna-Lisa Öst), Johan Zacharias Bång (förebild för Sven Dufva i Fänrik Ståhls sägner), riksspelmannen Jon-Erik Öst, programledaren och före detta Fröken Sverige-kandidaten Linda Lindorff. Även författaren och konstnären Lisa Johansson samt musikern Christina ”Kicki” Karlsson.